# Trafic de filles
Trafic de filles est un film français réalisé par Jean Maley, sorti en 1969.

## Fiche technique
- Titre : Trafic de filles
- Autre titre : La Punition
- Réalisation : Jean Maley
- Scénario : Bepi Fontana et Jean Maley
- Dialogues : Bepi Fontana et Camille François
- Photographie : Guy Maria
- Son : Jean Bonnafoux
- Montage : Yolande Marin
- Musique : Camille Sauvage
- Société de production : Welp Productions
- Pays d'origine : France
- Durée : 79 minutes
- Date de sortie : 23 avril 1969

## Distribution
- Christine Aurel
- Henri Lambert
- Michel Charrel
- Maritza Massa